# 距药黄精
距药黄精（学名：Polygonatum franchetii）为百合科黄精属的植物，为中国的特有植物。分布在中国大陆的四川、湖南、湖北、陕西等地，生长于海拔1,100米至1,900米的地区，一般生于林下，目前尚未由人工引种栽培。